# Tom Pettersson (läkare)
Tom Pettersson, född 1951, är en finlandssvensk läkare och professor. Han är son till Tor Pettersson.
Pettersson blev medicine och kirurgie doktor 1982 och är specialist i inre medicin och reumatologi. Han blev docent i inre medicin vid Helsingfors universitet 1988 och koordinator för svenska studielinjen vid medicinska fakulteten 2001. Han tilldelades Hugo Bergroth-priset 2017 för sitt målmedvetna arbete för att stärka svenskans betydelse inom den medicinska utbildningen i Finland och inom medicinen generellt.